# Kanton Angers-Nord-Est
Angers-Nord-Est is een voormalig kanton van het Franse departement Maine-et-Loire. Het kanton maakte deel uit van het arrondissement Angers. Het werd opgeheven bij decreet van 26 februari 2015, met uitwerking op 22 maart 2015.

## Gemeenten
Het kanton Angers-Nord-Est omvatte de volgende gemeenten:
- Angers (deels, hoofdplaats)
- Écouflant
- Pellouailles-les-Vignes
- Saint-Sylvain-d'Anjou
- Villevêque